# Шехабеддин-паша
Хадым Шехабеддин Шахин-паша, Хадым Сихаб эд-Дин Паша, Хадым Шихабеддин-Паша (тур. Şehabettin Paşa) (ум. 1453, Бурса) — османский военачальник, бейлербей Румелии (1439—1442), сын завоевателя Фракии Лала Шахин-паши. Имел прозвище «Кула Шахин».

## Биография
Возможно, имел грузинское происхождение. Получил османское военное воспитание по системе девширме, затем закончил Эндерун и стал евнухом (по-турецки Хадым) в султанском гареме и дворце. Первоначально носил должность капы-аги, главного дворецкого султана. Затем Шехабеддин-паша был назначен санджакбеем санджака Албании с центром в Гирокастре.
Шехабеддин-паша был назначен бейлербеем Румелии в 1439 г. султаном Мурадом II. Как полководец Шехабеддин-паша не достиг успехов и был разбит в сентябре 1442 года венгерским военачальником Яношем Хуньяди в битве на реке Яломница («битва у Железных ворот»). После своего поражения султан отстранил Шехабеддин-пашу от должностей бейлербея Румелии и визиря. В 1444 году Шехабеддин-паша командовал османским войском, во главе которого он сражался против принца Орхана, претендента на султанский трон. Шехабеддин-паша выступал за продолжение османским государством агрессивной политики по отношению к своим соседям, против чего выступал великий визирь Чандарлы Халил-паша Младший.
Прославился восстановлением городов и активным строительством. В Филибе Шехабеддин-паша финансировал строительство мечети, общественных бань, моста на реке Марица. В 1437 г. построил и знаменитую Шехабеддинову джамию в Эдирне.

## Память
Могила Шехабеддин-паши или его отца Лала Шахин-паши находится на территории Шехабеддиновой Имарет-джамии в Филибе.